# Phryxe officiosa
Phryxe officiosa là một loài ruồi trong họ Tachinidae.